# Censy
Censy település Franciaországban, Yonne megyében. Lakosainak száma 54 fő (2022. január 1.). Censy Moulins-en-Tonnerrois, Jouancy, Noyers, Pasilly és Sarry községekkel határos.

## Népesség
A település népességének változása:
| Lakosok száma | 56   | 55   | 56   | 56   | 56   | 56   | 56   | 54   |
|               | 2013 | 2015 | 2017 | 2018 | 2019 | 2020 | 2021 | 2022 |